# ناتاليا (مصارعة)
ناتالي نيدهارت (مواليد 27 مايو 1982-)، مصارعة كندية وتعمل لدى اتحاد المصارعة للمحترفين وهي تحت اسم ناتاليا وهي ابنة المصارع جيمي نيدهارت وزوجة المصارع السابق تايسون كيد وتنتمي إلى جيل من المصارعين والدها مصارع سابق وخوالها جميعهم مصارعين ولكن اشهرهم بريت هارت وأوين هارت.

## الحياة الشخصية
نتاليا هي من عائلة هارت التي لها تاريخ عريق بالمصارعة وهي ابنة المصارع «جيم نيدهارت» وحفيدة ل ستو هارت المصارع القديم وجميع اخوالها 8 مصارعين لكن اشهرهم بريت هارت وهو اسطورة من اساطير المصارعة وأوين هارت هو بطل من ابطال المصارعة لكنه لم يكمل ليصبح اسطوره مثل اخيه بسبب وفاته في سنه 1999 بعد سقوطه من اعلى الحلبة..ولدت نتاليا في كالغاري البرتا كندا سنة 1982 لديها أخ واخت ترتيبها 2 بينهم وفي 2013 تزوجت من ابن عمها المصارع تايسون كيد التي كانت لها علاقه معه منذ الصغر.  

## في المصارعة

### الحركة النهائية
- جيرمان سوبليكس
- Sharpshooter

مدراء
- تايسون كيد
- ديفيد هارت سميث

لقب
- "The Anvilette
- The BOAT

اغاني
"Yea Baby"
"New Foundation"

### بطولات
- صنفت في 2011 المرتبة #4 في أفضل 50 امرأة مصارعة
- أفضل مصارعة عام 2005 في اتحاد NWA
- بطولة الديفاز (مرة واحدة لمدة 70 يوم في 2010 - 2011)
- بطولة سيدات سماك داون (مرة وحدة لمدة 86 يوم في 2017)
- بطلة التاغ تيم مع تامينا (مرة واحدة لمدة 129 يوم في 2021)
- أول مصارعة في WWE تحطم الطاولة لتفوز بنزال طاولات، وقد فازت بنازلين طاولات خلال مسيرتها
- المصارعة الوحيدة في WWE التي تحصل بمفردها على بطولة في مباراة غير عادلة
- لديها أعلى عدد من الانتصارات بين المصارعات النساء في WWE

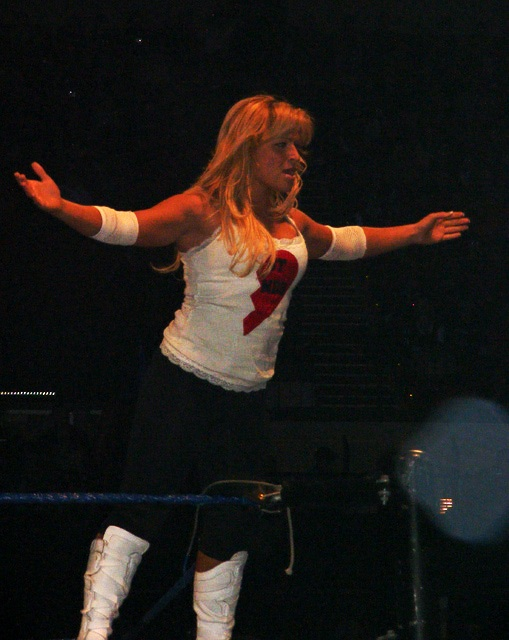
ناتاليا تستعرض امام الجمهوربطولة

## روابط خارجية
- ناتالي نيدهارت على موقع IMDb (الإنجليزية)
- ناتالي نيدهارت على موقع قاعدة بيانات الفيلم (الإنجليزية)
- ناتالي نيدهارت على موقع دبليو دبليو إي (الإنجليزية)
- ناتالي نيدهارت على موقع WrestlingData.com (الإنجليزية)
- ناتالي نيدهارت على موقع CageMatch worker (الإنجليزية)
- ناتالي نيدهارت على موقع قاعدة بيانات المصارعة على الإنترنت (الإنجليزية)
- ناتالي نيدهارت على موقع عالم المصارعة على الإنترنت (الإنجليزية)
- ناتالي نيدهارت على موقع عالم المصارعة على الإنترنت (الإنجليزية)